# Fußballclub Carl Zeiss Jena 1997-1998
Questa voce raccoglie le informazioni riguardanti il Fußballclub Carl Zeiss Jena nelle competizioni ufficiali della stagione 1997-1998.

## Stagione
Nella stagione 1997-1998 il Carl Zeiss Jena, allenato da Frank Engel e Reiner Hollmann, concluse il campionato di 2. Bundesliga al 16º posto e fu retrocesso in Regionalliga. In Coppa di Germania il Carl Zeiss Jena fu eliminato ai quarti di finale dal Duisburg.

## Rosa
| N. |                     | Ruolo | Calciatore             |
| -- | ------------------- | ----- | ---------------------- |
|    | Germania (bandiera) | P     | Maik Kischko           |
|    | Germania (bandiera) | P     | Mario Neumann          |
|    | Germania (bandiera) | P     | Jens Weißgärber        |
|    | Germania (bandiera) | D     | Jens Gerlach           |
|    | Nigeria (bandiera)  | D     | Benjamin James         |
|    | Germania (bandiera) | D     | Stefan Kaschuba        |
|    | Germania (bandiera) | D     | Matthias Lindner       |
|    | Germania (bandiera) | D     | Frank Nierlich         |
|    | Germania (bandiera) | D     | Eric Noll              |
|    | Germania (bandiera) | D     | Dirk Pfitzner          |
|    | Germania (bandiera) | D     | Matthias Wentzel       |
|    | Polonia (bandiera)  | C     | Sławomir Chałaśkiewicz |
|    | Germania (bandiera) | C     | Heiko Cramer           |

| N. |                       | Ruolo | Calciatore       |
| -- | --------------------- | ----- | ---------------- |
|    | Germania (bandiera)   | C     | Thomas Gerstner  |
|    | Germania (bandiera)   | C     | Christian Hauser |
|    | Germania (bandiera)   | C     | Olaf Holetschek  |
|    | Germania (bandiera)   | C     | Marco Kämpfe     |
|    | Germania (bandiera)   | C     | Mario Röser      |
|    | Germania (bandiera)   | C     | Bernd Schneider  |
|    | Germania (bandiera)   | C     | Torsten Ziegner  |
|    | Germania (bandiera)   | A     | Daniel Bärwolf   |
|    | Slovacchia (bandiera) | A     | Róbert Kociš     |
|    | Germania (bandiera)   | A     | Thomas Nowacki   |
|    | Russia (bandiera)     | A     | Mikhail Rusayev  |
|    | Germania (bandiera)   | A     | Heiko Weber      |
|    | Germania (bandiera)   | A     | Mark Zimmermann  |

## Organigramma societario
Area tecnica
- Allenatore: Reiner Hollmann
- Allenatore in seconda:
- Preparatore dei portieri:
- Preparatori atletici:

## Calciomercato

### Sessione estiva
| Acquisti | Acquisti         | Acquisti         | Acquisti |
| R.       | Nome             | da               | Modalità |
| -------- | ---------------- | ---------------- | -------- |
| C        | Axel Jüptner     | Uerdingen 05     |          |
| A        | Daniel Bärwolf   | Rot-Weiß Erfurt  |          |
| D        | Jens Gerlach     | Waldhof Mannheim |          |
| D        | Benjamin James   | Novara           |          |
| P        | Maik Kischko     | VfB Lipsia       |          |
| D        | Matthias Lindner | VfB Lipsia       |          |
| D        | Dirk Pfitzner    | Rot-Weiß Erfurt  |          |
| D        | Miloš Tomaš      | Rot-Weiss Essen  |          |

| Cessioni | Cessioni         | Cessioni               | Cessioni |
| R.       | Nome             | a                      | Modalità |
| -------- | ---------------- | ---------------------- | -------- |
| C        | Jens König       | Chemnitz               |          |
| C        | Thoralf Bennert  | Eintracht Braunschweig |          |
| C        | Miloš Nedić      | Sachsen Lipsia         |          |
| D        | Jens-Uwe Penzel  | Pößneck                |          |
| D        | Dejan Raičković  | TeBe Berlino           |          |
| D        | Carsten Sänger   | Sachsen Lipsia         |          |
| P        | Aleksandar Šarić | União da Madeira       |          |
| C        | Gediminas Sugzda | Rot-Weiß Erfurt        |          |

### Sessione invernale
| Acquisti | Acquisti               | Acquisti           | Acquisti |
| R.       | Nome                   | da                 | Modalità |
| -------- | ---------------------- | ------------------ | -------- |
| C        | Sławomir Chałaśkiewicz | Hansa Rostock      |          |
| A        | Róbert Kociš           | Fortuna Düsseldorf |          |

| Cessioni | Cessioni    | Cessioni            | Cessioni |
| R.       | Nome        | a                   | Modalità |
| -------- | ----------- | ------------------- | -------- |
| D        | Miloš Tomaš | DAC Dunajská Streda |          |

## Risultati

### 2. Bundesliga

#### Girone di andata
| Arbitro: | Albrecht |

|               |           |              |
| Schneider 67’ | Marcatori | 44’ Feinbier |

| Arbitro: | Hilmes |

|                             |           |               |
| Marić 42’ Sailer 84’ (rig.) | Marcatori | 4’ Zimmermann |

| Arbitro: | Malbranc |

|  |           |                            |
|  | Marcatori | 8’ Konetzke 29’, 67’ Labak |

| Arbitro: | Friedrichs |

|           |           |                                      |
| Kurth 14’ | Marcatori | 27’ Weber 88’ Zimmermann 90’ Rusayev |

| Arbitro: | Werthmann |

|             |           |                                                               |
| Gerlach 66’ | Marcatori | 4’ (rig.) Weißhaupt 14’ Schwinkendorf 53’ Wassmer 74’ Slimane |

| Lipsia 14 settembre 1997, ore 15:00 CEST 6ª giornata | VfB Lipsia | 0 – 0 referto | Carl Zeiss Jena | Bruno-Plache-Stadion (5 700 spett.)\| Arbitro: \| Hufgard \| |
| Arbitro:                                             | Hufgard    |               |                 |                                                              |

| Arbitro: | Frey |

|          |           |  |
| Vier 20’ | Marcatori |  |

| Arbitro: | Margenberg |

|                              |           |              |
| Holetschek 37’ Schneider 43’ | Marcatori | 35’ Sobotzik |

| Arbitro: | Fleischer |

|                             |           |  |
| van Buskirk 67’ Wollitz 90’ | Marcatori |  |

| Arbitro: | Salver |

|                            |           |            |
| Bärwolf 68’ Zimmermann 70’ | Marcatori | 67’ Marell |

| Arbitro: | Fandel |

|                                   |           |  |
| Lust 25’ García 48’ Radlspeck 88’ | Marcatori |  |

| Arbitro: | Dardenne |

|  |           |          |
|  | Marcatori | 51’ Türr |

| Arbitro: | Schütz |

|                          |           |           |
| Savichev 90’ Trulsen 90’ | Marcatori | 75’ Weber |

| Arbitro: | Lange |

|                        |           |                              |
| Nierlich 32’ Weber 56’ | Marcatori | 16’ Klopp 40’ (rig.) Ouakili |

| Arbitro: | Sippel |

|  |           |                                                |
|  | Marcatori | 19’ (rig.) Gerstner 45’ Zimmermann 69’ Rusayev |

| Arbitro: | Dörr |

|                      |           |                           |
| Zedi 62’ Rodrigo 88’ | Marcatori | 4’ Zimmermann 86’ Lindner |

| Arbitro: | Kinhöfer |

|                     |           |                                     |
| Gerstner 34’ (rig.) | Marcatori | 10’ Schneider 22’ Akonnor 73’ Krieg |

#### Girone di ritorno
| Arbitro: | Neis |

|                        |           |  |
| Teichmann 31’ Sané 42’ | Marcatori |  |

| Arbitro: | Jansen |

|                         |           |                   |
| Jüptner 65’ Lindner 80’ | Marcatori | 78’ (aut.) Hauser |

| Cottbus 1º marzo 1998, ore 15:00 CET 20ª giornata | Energie Cottbus | 0 – 0 referto | Carl Zeiss Jena | Stadion der Freundschaft (8 213 spett.)\| Arbitro: \| Aust \| |
| Arbitro:                                          | Aust            |               |                 |                                                               |

| Arbitro: | Friedrichs |

|  |           |                                   |
|  | Marcatori | 15’, 89’ (rig.) Richter 33’ Kurth |

| Arbitro: | Margenberg |

|               |           |             |
| Weißhaupt 17’ | Marcatori | 87’ Gerlach |

| Arbitro: | Hilmes |

|                        |           |            |
| Hauser 32’ Jüptner 83’ | Marcatori | 68’ Wagner |

| Arbitro: | Weber |

|                                 |           |                         |
| Güntensperger 51’ Brinkmann 52’ | Marcatori | 25’ Weber 35’ Schneider |

| Arbitro: | Kammerer |

|  |           |                                      |
|  | Marcatori | 47’ Wedau 67’ van der Ven 85’ Spizak |

| Arbitro: | Frey |

|  |           |                               |
|  | Marcatori | 45’ (rig.) Gerstner 86’ Kociš |

| Arbitro: | Kadach |

|                         |           |                                      |
| Hauser 7’ Schneider 40’ | Marcatori | 51’ (rig.) Rraklli 84’, 87’ Ahanfouf |

| Arbitro: | Hauer |

|                               |           |  |
| Felgenhauer 27’, 77’ Türr 60’ | Marcatori |  |

| Arbitro: | Wezel |

|           |           |             |
| Weber 74’ | Marcatori | 26’ Trulsen |

| Arbitro: | Werthmann |

|                                         |           |  |
| Kramny 1’ Demandt 5’, 22’, 45’ Hock 58’ | Marcatori |  |

| Arbitro: | Gettke |

|                                 |           |                                   |
| Holetschek 16’ Weber 65’ (rig.) | Marcatori | 10’ Härtel 53’ Hermel 87’ Günther |

| Jena 26 maggio 1998, ore 19:00 CEST 23ª giornata | Carl Zeiss Jena | 0 – 0 referto | VfB Lipsia | Ernst-Abbe-Sportfeld (2 802 spett.)\| Arbitro: \| Sippel \| |
| Arbitro:                                         | Sippel          |               |            |                                                             |

| Arbitro: | Byernetzky |

|  |           |                                         |
|  | Marcatori | 38’ Cramer 50’ Schneider 76’ Holetschek |

| Arbitro: | Lange |

|                                           |           |                                             |
| Schneider 15’ Holetschek 25’ Gerstner 38’ | Marcatori | 40’ Beeck 47’ Tare 59’ Niestroj 66’ Leśniak |

### Coppa di Germania
| Arbitro: | Gettke |

|                                            |                      |                                  |
| Holetschek 47’                             | Marcatori            | 42’ Trulsen                      |
| Schneider Weber Holetschek Rusayev Lindner | Tiri di rigore 4 – 2 | Pröpper Seeliger Trulsen Dammann |

| Arbitro: | Albrecht |

|                                                      |                      |                                             |
| Karamehmedović 3’                                    | Marcatori            | 11’ Cramer                                  |
| Fellhauer Scherdel Karamehmedović Schächter Perfetto | Tiri di rigore 3 – 4 | Schneider Pfitzner Rusayev Holetschek Weber |

| Arbitro: | Wack |

|                                 |                      |                                       |
| Reinhardt 90’                   | Marcatori            | 72’ Weber                             |
| Rasiejewski Ernst Fischer Linke | Tiri di rigore 2 – 4 | Schneider Tomaš Lindner Weber Jüptner |

| Arbitro: | Buchhart |

|                     |           |                  |
| Gerstner 78’ (rig.) | Marcatori | 24’, 74’ Osthoff |

## Statistiche

### Statistiche di squadra
| Competizione      | Punti | In casa | In casa | In casa | In casa | In casa | In casa | In trasferta | In trasferta | In trasferta | In trasferta | In trasferta | In trasferta | Totale | Totale | Totale | Totale | Totale | Totale | DR  |
| Competizione      | Punti | G       | V       | N       | P       | Gf      | Gs      | G            | V            | N            | P            | Gf           | Gs           | G      | V      | N      | P      | Gf     | Gs     | DR  |
| ----------------- | ----- | ------- | ------- | ------- | ------- | ------- | ------- | ------------ | ------------ | ------------ | ------------ | ------------ | ------------ | ------ | ------ | ------ | ------ | ------ | ------ | --- |
| 2. Bundesliga     | 33    | 17      | 4       | 4       | 9       | 21      | 35      | 17           | 4            | 5            | 8            | 18           | 26           | 34     | 8      | 9      | 17     | 39     | 61     | -22 |
| Coppa di Germania | -     | 2       | 0       | 1       | 1       | 2       | 3       | 2            | 0            | 2            | 0            | 2            | 2            | 4      | 0      | 3      | 1      | 4      | 5      | -1  |
| Totale            | 33    | 19      | 4       | 5       | 10      | 23      | 38      | 19           | 4            | 7            | 8            | 20           | 28           | 38     | 8      | 12     | 18     | 43     | 66     | -23 |

### Andamento in campionato
| Giornata  | 1 | 2  | 3  | 4  | 5  | 6  | 7  | 8  | 9  | 10 | 11 | 12 | 13 | 14 | 15 | 16 | 17 | 18 | 19 | 20 | 21 | 22 | 23 | 24 | 25 | 26 | 27 | 28 | 29 | 30 | 31 | 32 | 33 | 34 |
| --------- | - | -- | -- | -- | -- | -- | -- | -- | -- | -- | -- | -- | -- | -- | -- | -- | -- | -- | -- | -- | -- | -- | -- | -- | -- | -- | -- | -- | -- | -- | -- | -- | -- | -- |
| Luogo     | C | T  | C  | T  | C  | T  | T  | C  | T  | C  | T  | C  | T  | C  | T  | T  | C  | T  | C  | T  | C  | T  | C  | T  | C  | T  | C  | T  | C  | T  | C  | C  | T  | C  |
| Risultato | N | P  | P  | V  | P  | N  | P  | V  | P  | V  | P  | P  | P  | N  | V  | N  | P  | P  | V  | N  | P  | N  | V  | N  | P  | V  | P  | P  | N  | P  | P  | N  | V  | P  |
| Posizione | 8 | 13 | 17 | 13 | 16 | 16 | 16 | 14 | 16 | 15 | 17 | 17 | 17 | 17 | 17 | 17 | 16 | 17 | 16 | 15 | 17 | 16 | 17 | 16 | 16 | 16 | 16 | 16 | 16 | 16 | 16 | 16 | 16 | 16 |

Legenda:

Luogo: C = Casa; T = Trasferta. Risultato: V = Vittoria; N = Pareggio; P = Sconfitta.

### Statistiche dei giocatori
| Giocatore        | 2. Bundesliga | 2. Bundesliga | 2. Bundesliga | 2. Bundesliga | Coppa di Germania | Coppa di Germania | Coppa di Germania | Coppa di Germania | Totale   | Totale | Totale      | Totale     |
| Giocatore        | Presenze      | Reti          | Ammonizioni   | Espulsioni    | Presenze          | Reti              | Ammonizioni       | Espulsioni        | Presenze | Reti   | Ammonizioni | Espulsioni |
| ---------------- | ------------- | ------------- | ------------- | ------------- | ----------------- | ----------------- | ----------------- | ----------------- | -------- | ------ | ----------- | ---------- |
| D. Bärwolf       | 18            | 1             | 2             | 0             | 1                 | 0                 | 0                 | 0                 | 19       | 1      | 2           | 0          |
| S. Chałaśkiewicz | 15            | 0             | 5             | 0             | 0                 | 0                 | 0                 | 0                 | 15       | 0      | 5           | 0          |
| H. Cramer        | 16            | 1             | 2             | 1             | 1                 | 1                 | 1                 | 0                 | 17       | 2      | 3           | 1          |
| J. Gerlach       | 32            | 2             | 5             | 0             | 4                 | 0                 | 1                 | 0                 | 36       | 2      | 6           | 0          |
| T. Gerstner      | 22            | 4             | 6             | 1             | 2                 | 1                 | 1                 | 0                 | 24       | 5      | 7           | 1          |
| C. Hauser        | 24            | 2             | 5             | 0             | 4                 | 0                 | 0                 | 0                 | 28       | 2      | 5           | 0          |
| O. Holetschek    | 29            | 4             | 11            | 0             | 3                 | 1                 | 1                 | 0                 | 32       | 5      | 12          | 0          |
| B. James         | 3             | 0             | 0             | 0             | 1                 | 0                 | 0                 | 0                 | 4        | 0      | 0           | 0          |
| A. Jüptner       | 13            | 2             | 1             | 0             | 2                 | 0                 | 1                 | 0                 | 15       | 2      | 2           | 0          |
| S. Kaschuba      | 0             | 0             | 0             | 0             | 0                 | 0                 | 0                 | 0                 | 0        | 0      | 0           | 0          |
| M. Kischko       | 22            | 0             | 0             | 0             | 4                 | 0                 | 0                 | 0                 | 26       | 0      | 0           | 0          |
| R. Kociš         | 8             | 1             | 1             | 0             | 0                 | 0                 | 0                 | 0                 | 8        | 1      | 1           | 0          |
| M. Kämpfe        | 0             | 0             | 0             | 0             | 0                 | 0                 | 0                 | 0                 | 0        | 0      | 0           | 0          |
| J. König         | 8             | 0             | 1             | 0             | 0                 | 0                 | 0                 | 0                 | 8        | 0      | 1           | 0          |
| M. Lindner       | 23            | 2             | 3             | 1             | 4                 | 0                 | 0                 | 0                 | 27       | 2      | 3           | 1          |
| M. Neumann       | 7             | 0             | 0             | 0             | 0                 | 0                 | 0                 | 0                 | 7        | 0      | 0           | 0          |
| F. Nierlich      | 33            | 1             | 7             | 0             | 4                 | 0                 | 1                 | 0                 | 37       | 1      | 8           | 0          |
| E. Noll          | 1             | 0             | 0             | 0             | 0                 | 0                 | 0                 | 0                 | 1        | 0      | 0           | 0          |
| T. Nowacki       | 0             | 0             | 0             | 0             | 0                 | 0                 | 0                 | 0                 | 0        | 0      | 0           | 0          |
| D. Pfitzner      | 9             | 0             | 2             | 0             | 2                 | 0                 | 0                 | 0                 | 11       | 0      | 2           | 0          |
| M. Rusayev       | 21            | 2             | 3             | 0             | 3                 | 0                 | 0                 | 0                 | 24       | 2      | 3           | 0          |
| M. Röser         | 19            | 0             | 5             | 0             | 2                 | 0                 | 0                 | 0                 | 21       | 0      | 5           | 0          |
| B. Schneider     | 33            | 6             | 6             | 0             | 4                 | 0                 | 1                 | 0                 | 37       | 6      | 7           | 0          |
| M. Tomaš         | 7             | 0             | 0             | 0             | 1                 | 0                 | 0                 | 0                 | 8        | 0      | 0           | 0          |
| H. Weber         | 31            | 6             | 7             | 0             | 4                 | 1                 | 0                 | 0                 | 35       | 7      | 7           | 0          |
| J. Weißgärber    | 6             | 0             | 0             | 0             | 0                 | 0                 | 0                 | 0                 | 6        | 0      | 0           | 0          |
| M. Wentzel       | 14            | 0             | 2             | 1             | 3                 | 0                 | 2                 | 0                 | 17       | 0      | 4           | 1          |
| T. Ziegner       | 12            | 0             | 1             | 0             | 1                 | 0                 | 0                 | 0                 | 13       | 0      | 1           | 0          |
| M. Zimmermann    | 27            | 5             | 2             | 0             | 4                 | 0                 | 1                 | 0                 | 31       | 5      | 3           | 0          |